# Verano azul
Verano azul fue una serie de Televisión Española producida en 1981 y dirigida por Antonio Mercero con música de Carmelo Bernaola. Fue rodada durante 16 meses, entre finales de agosto de 1979 y diciembre de 1980, en las localidades malagueñas de Nerja y Vélez-Málaga y en las granadinas de Motril y Almuñécar.

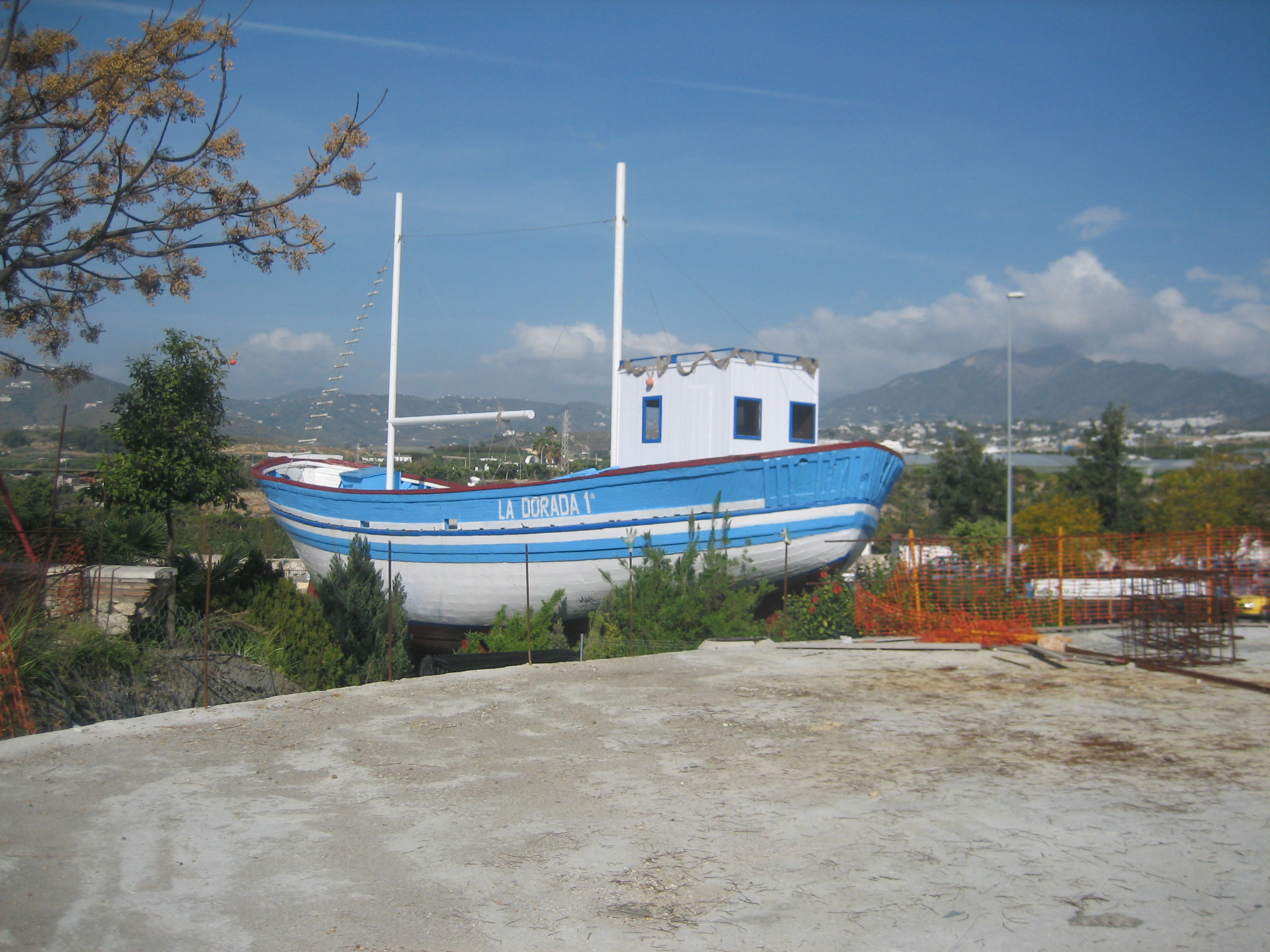
Réplica de La Dorada, el barco de Chanquete en la localidad malagueña de Nerja.

La emisión original tuvo lugar en la primera cadena de RTVE entre el 11 de octubre de 1981 y el 14 de febrero de 1982. El horario de emisión era desde las 16:05 h en la tarde del domingo. Consta de 19 episodios de aproximadamente una hora de duración cada uno. Fue una serie costosa en tiempo y dinero. Entre escritura del guion, localizaciones, rodaje y montaje tardó aproximadamente tres años en estar lista para ser mostrada al público.

## Argumento
La serie relata las aventuras de varios jóvenes que forman una pandilla durante sus vacaciones de verano en una localidad de la Costa del Sol. Aunque nunca se nombra dicha localidad en la serie, se trata de Nerja y Vélez-Málaga en Málaga, así como Motril y Almuñécar, en Granada.
El grupo lo forman cinco chicos y dos chicas de diferentes edades, entre los ocho y los diecisiete años, aproximadamente, y dos adultos: una joven pintora y un marino retirado.
En su banda sonora se recuperan canciones como "No nos moverán*, versión en español de la canción tradicional  "I shall not be moved", fuertemente inspirada en la versión de Joan Baez o "Amor de verano" del Dúo Dinámico que volvieron a adquirir popularidad entre el público más joven en España. La banda sonora original fue compuesta por Carmelo Bernaola y contiene uno de los temás más conocidos de las series de televisión producidas en España, correspondiente a los créditos de inicio en los que la pandilla de niños es presentada montando en bicicleta.

## Personajes

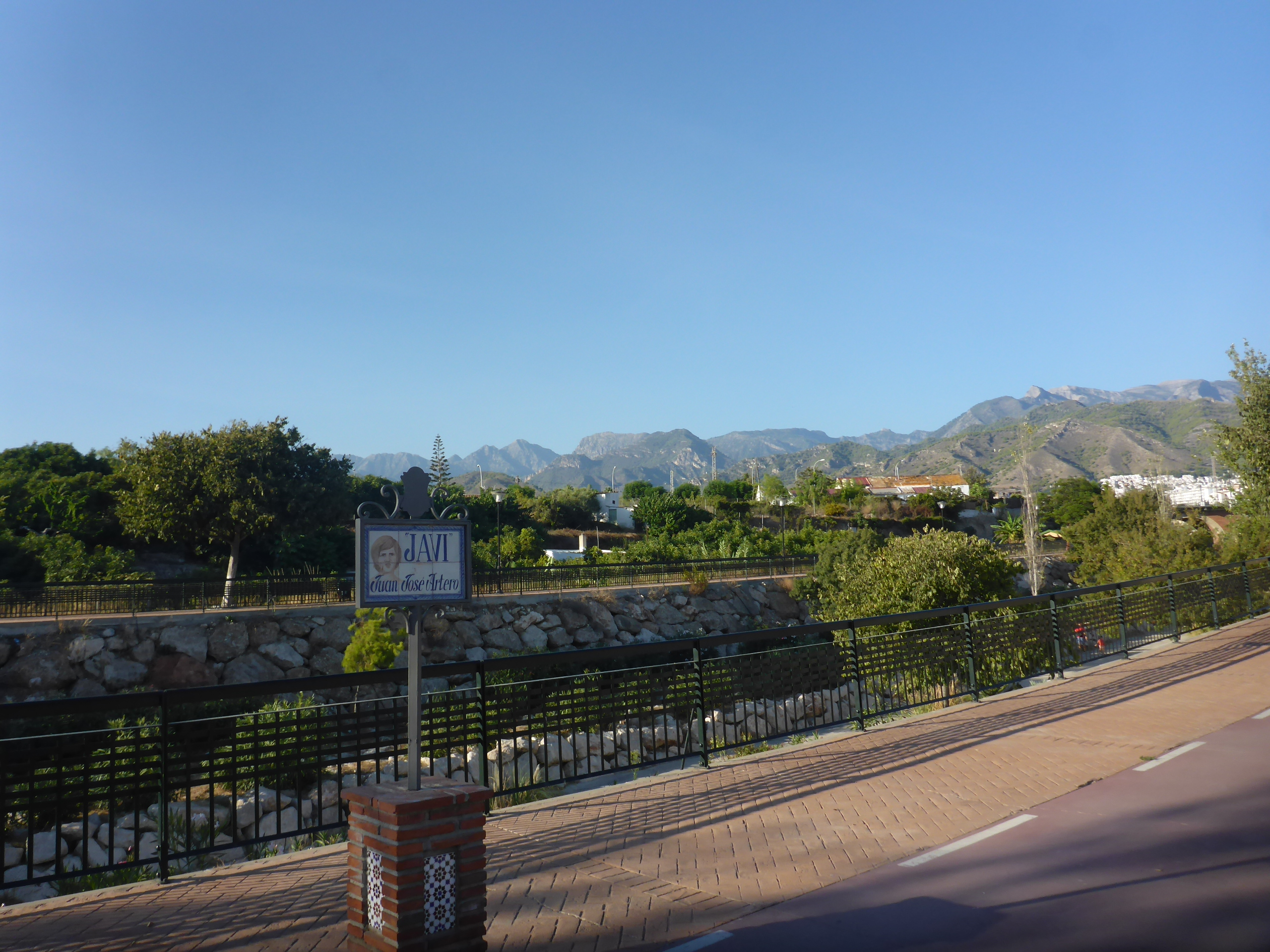
Calle dedicada a Javi (Juan José Artero) en el parque Verano Azul de Nerja.

### Principales
- Chanquete (Antonio Ferrandis), es un viejo marino que vive en La Dorada 1.ª, un barco de pesca habilitado como casa en tierra cerca de un acantilado. Nació en 1921.
- Julia (María Garralón) es una pintora solitaria de vacaciones en el pueblo. En el capítulo "La sonrisa del arco iris" se revela el motivo de su soledad. Nació en 1953.
- Pancho García (José Luis Fernández, 16 años a 31 de diciembre de 1979) es natural del pueblo, huérfano, y trabaja como repartidor de una tienda de alimentación regentada por sus tíos, con quienes vive. Es el personaje con más personalidad de la pandilla, eso se debe a que sus padres fallecieron. Nació en 1963.
- Javi (Juanjo Artero, 14 años) es el líder de la pandilla. Orgulloso, altivo e independiente, choca a menudo con su padre, defensor de la mano dura y de los viejos valores. Nació en 1965.
- Bea (Pilar Torres, 17 años), hermana de Tito, es la guapa oficial del grupo, cuyo amor se disputan durante toda la serie Javi y Pancho. Nació en 1962.
- Desi (Cristina Torres, 16 años), inseparable amiga de Bea e hija de padres separados, lo que en la época era toda una novedad: es comentario habitual semejante escándalo entre los padres de los demás chicos. Nació en 1963.
- Tito (Miguel Joven, 7 años), hermano de Bea y es el más pequeño de la pandilla. El actor que le dio vida, Miguel Joven, tenía sólo 6 años y medio cuando comenzó el rodaje. Compañero de armas del Piraña. Nació en 1973.
- Piraña (Miguel Ángel Valero, 9 años), su nombre es Manuel (sus padres le conocen como Manolito), pero le llaman Piraña debido a su pasión por el comer, rayana con la voracidad. Es ingenioso y culto, y compañero de armas de Tito. Nació en 1970.
- Quique (Gerardo Garrido, 13 años), es el mejor amigo de Javi, situado entre los dos chicos mayores y los dos pequeños, es un personaje algo desdibujado. Sabemos que incluso tiene una hermana, pero no formó parte de la pandilla. Nació en 1966.

### Secundarios
- Agustín  (Manuel Tejada) es el padre de Bea y Tito, hombre tranquilo y siempre abierto al diálogo con sus hijos.
- Carmen (Elisa Montés) es la madre de Bea y Tito. Mujer con carácter muy protector.
- Javier (Manuel Gallardo) es el padre de Javi, hombre autoritario al que le importan mucho los negocios.
- Luisa (Helga Liné) es la madre de Javi. Mujer rubia con rizos, cierto parecido al hijo, muy guapa y preocupada por lo suyo
- Jorge (Carlos Larrañaga) es el padre de Desi. Solo aparece en un capítulo, "El visitante".
- Pilar (Concha Cuetos) es la madre de Desi, que está separada de Jorge, su marido (Carlos Larrañaga). En la serie Farmacia de guardia (1990-1995), también dirigida por Antonio Mercero, estos dos actores son los protagonistas y están divorciados.
- Cosme (Manuel Brieva) es el padre de Piraña.
- Nati (Ofelia Angélica) es la madre de Piraña.
- Enrique (Fernando Hilbeck) es el padre de Quique.
- Mercedes (Concha Leza) es la madre de Quique.
- Frasco (Fernando Sánchez Polack) es el dueño del bar donde suele ir Chanquete a jugar al dominó y beber unos vasos de vino. También es uno de sus mejores amigos. En uno de los capítulos llega a hacer uso de la fuerza, escopeta en mano, cuando cree que han matado a Chanquete.
- Buzo (Antonio P. Costafreda) es uno de los amigos de Chanquete. Está caracterizado por su tristeza constante y su resignación cansina.
- Epifanio (Roberto Camardiel) es el alcalde del pueblo. Casi siempre fuma puros habanos.
- Don José (Emilio Rodríguez) es el médico del pueblo.
- Mari Luz (Esther Gala) es la tía de Desi, que vive con su hermana Pilar y su sobrina. No soporta a su cuñado.
- Floro (Lorenzo Ramírez) es un policía municipal.
- Barrilete (Ricardo Palacios) es otro policía municipal, inmensamente orondo y bonachón.
- Director Hospital (Antonio Mercero) es el director del hospital donde ingresan a Chanquete.

## Reparto
Antonio Ferrandis era, en el momento de hacer la serie, un actor consagrado con una abundante filmografía a sus espaldas. María Garralón también era actriz de televisión. Las hermanas Torres habían tenido previamente alguna experiencia como actrices. Gerardo Garrido (Quique) había sido actor de publicidad. Para el resto de los chicos de la pandilla Verano azul fue su primera experiencia como actores. Destaca el caso de Jorge Sanz, que fue elegido para interpretar a Tito pero por restricciones familiares para desplazarse a Nerja no pudo interpretar el papel que tras ser interpretado sin éxito por otros dos niños cayó finalmente en Miguel Joven, hijo de un camarero de la zona.
Conocedores de un extraordinario éxito, todos, excepto Pilar Torres (Bea), intentaron después seguir la senda artística, protagonizando papeles menores o interpretando música (Pancho y Javi, con ese nombre, formaron un efímero dúo musical; los dos pequeños grabaron asimismo un disco con el nombre Los Pirañas). En general no tuvieron mucho éxito y en el presente sólo Juan José Artero continúa trabajando como actor con éxito en teatro, cine y televisión, en la que ha aparecido en diversas series, como El Comisario, El barco, Servir y proteger.
En el grupo de los padres había también actores consagrados como Manuel Tejada, Elisa Montés, Helga Liné, Manuel Gallardo, Ofelia Angélica, Concha Cuetos o Fernando Hilbeck.

## Ficha técnica
| Dirección:  | Antonio Mercero                                       |
| Guion:      | Antonio Mercero, Horacio Valcárcel, José Ángel Rodero |
| Música:     | Carmelo Bernaola                                      |
| Producción: | Eduardo Esquide                                       |
| Fotografía: | José Fernández Aguayo (hijo), Francisco Fraile        |

## Episodios
Episodios listados en base al orden de emisión original de TVE (Fuente: Hemeroteca diario ABC - octubre de 1981 / febrero de 1982)

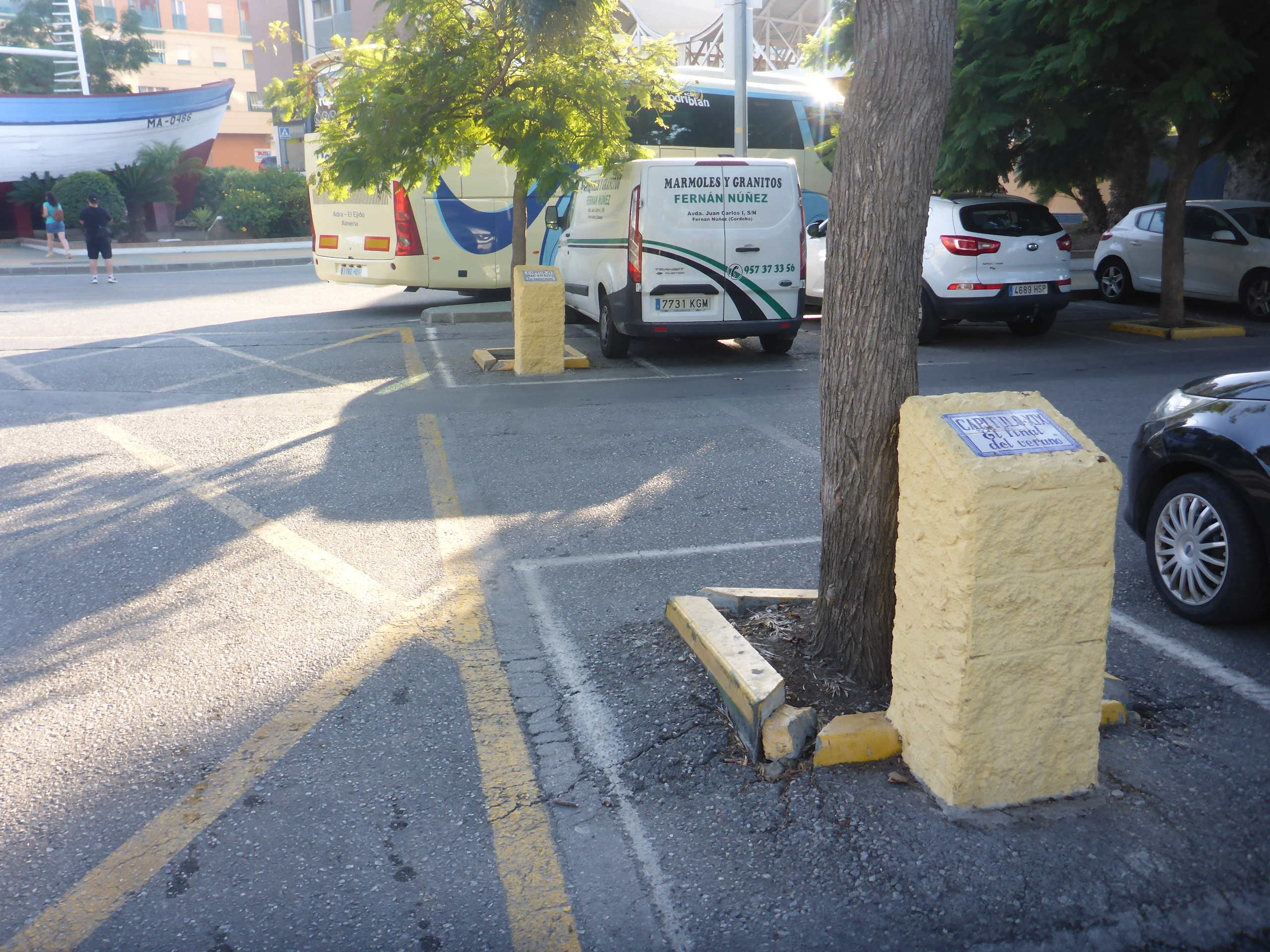
Monumento en memoria del capítulo XIX

### 1.El encuentro
Emitido el 11 de octubre de 1981. Julia, una joven pintora viuda y solitaria, llega a Nerja en busca de tranquilidad. Allí conoce a un grupo de chicos que pasan sus vacaciones de verano. Después conocen a Pancho, un chico del pueblo repartidor en la tienda de sus tíos. Por último conocen a un viejo marino retirado llamado Chanquete. Entre todos ellos se crea un vínculo de amistad y forman una pandilla muy especial. Al principio Javi y Pancho rivalizan por conquistar a Bea, hasta que Javi queda atrapado en unas rocas y Pancho se arriesga para salvarlo.

### 2.No matéis mi planeta, por favor
Emitido el 18 de octubre de 1981. Tito y Piraña encuentran numerosos peces muertos en la playa y corren a decírselo a Chanquete. Él piensa que es obra de una fábrica de productos químicos que cada cierto tiempo contamina el río. Juntos van al ayuntamiento a contárselo al alcalde para que envíe una queja a la fábrica. Los chicos crean una patrulla de limpieza bajo el lema, “Operación planeta limpio”, para dar ejemplo de civismo y concienciar a la gente de que no deben ensuciar la playa.

### 3.A lo mejor
Emitido el 25 de octubre de 1981. Los chicos están molestos por las imposiciones y los castigos de sus padres y deciden hacer algo. Acuerdan hacer una huelga y mantener silencio ante todo lo que les digan sus padres. Pero con ese método los castigos se repiten. Cambian varias veces la táctica sin obtener resultados hasta que surge la idea de hablar al revés. Después de un incidente en la playa y de acabar todos en la comisaría, los padres se arreglan con sus hijos.

### 4.Beatriz, mon amour
Emitido el 1 de noviembre de 1981. Bea se enamora de Rafa, un chico mayor que ella y se va con él a pasear en moto. Pancho y Javi están celosos y hacen todo lo posible por boicotear las citas y que no estén a solas. A los padres de Bea les preocupa que su hija salga con un chico mayor y le prohíben salir con él, pero ella no acepta.

### 5.La sonrisa del arco iris
Emitido el 8 de noviembre de 1981. Julia está triste, la lluvia la deprime y se encierra en su casa sin salir ni responder a las llamadas de los chicos cuando van a buscarla. Más tarde, el que va en su búsqueda es Chanquete, que entra en la casa rompiendo un cristal. Julia le cuenta su drama personal: su marido y su hija murieron en un accidente de coche dos años atrás, en un día de lluvia. Chanquete intenta consolar a Julia y le recuerda que, después de la tormenta, siempre aparece el arcoíris.

### 6.El visitante
Emitido el 15 de noviembre de 1981. El padre de Desi viene a verla y le trae una motocicleta de regalo. Desi se ilusiona con una posible reconciliación de sus padres. Pero la relación, lejos de arreglarse, se deteriora cada vez más y ella sufre. Mientras, Tito y Piraña piensan que tener padres separados es un chollo porque te hacen muchos regalos y piensan en la manera de hacer que sus padres se separen.

### 7.Pancho Panza
Emitido el 22 de noviembre de 1981. Tito le cuenta a Pancho un sueño que tuvo Bea, donde un jinete enmascarado la rescataba de unos bandidos. Pancho piensa en hacer realidad el sueño consiguiendo un caballo y haciendo el papel del jinete enmascarado. Pancho sufre un accidente y no puede repartir leche. Los chicos deciden ayudarle a hacer el reparto. Pancho, al no poder ir en bici, va montado sobre un burro y, por ese motivo, recibe el mote de “Pancho Panza”, lo que no le hace gracia.

### 8.La bofetada
Emitido el 29 de noviembre de 1981. Javi acude con sus padres a la casa de un hombre adinerado. Su padre pretende hacer buenos negocios con ese millonario, pero Javi lo avergüenza y recibe una bofetada. Javi está resentido con su padre por ello y acude a Chanquete para que le preste dinero y marcharse de allí. Chanquete le da el dinero con una condición: debe pasar la noche en casa y reflexionar antes de coger el dinero. Javi pasa todo el día meditando qué hacer. Por la noche, una conversación entre sus padres le hace cambiar su decisión.

### 9.Eva
Emitido el 6 de diciembre de 1981. Un grupo de hippies abandona la playa quedándose sola una chica llamada Eva. Javi se siente atraído por la belleza de Eva y le ofrece quedarse con ellos en la pandilla. Eva ha sido abandonada por su novio porque está embarazada y ha decidido tener el bebé pese a la negativa de este. Los chicos, Julia y Chanquete se vuelcan con ella para que no se sienta sola. Mientras, Tito y Piraña tienen la curiosidad de saber cómo se hace para tener un niño sin estar casados y recurren a Chanquete para que se lo explique.

### 10.La navaja
Emitido el 13 de diciembre de 1981. Unos gamberros llegan al pueblo haciendo mucho ruido con sus motos y rompiendo cabinas telefónicas. Más tarde, otros dos chicos se pelean en la taberna de Frasco y uno de ellos utiliza una navaja. Los chicos de la pandilla andan enfadados entre ellos. Parece que un clima de enemistad sobrevuela sobre el pueblo. Chanquete se pone enfermo y Julia se encarga de ser su enfermera y cuidarlo.

### 11.Las botellas
Emitido el 20 de diciembre de 1981. Una botella con un mensaje dentro aparece en la playa de Cala Chica mientras los chicos están jugando. El mensaje dice: "Beatriz, te amo". Cada día aparece en la playa una botella con el mismo mensaje. Bea está encantada, mientras que los chicos, celosos, investigan quién es el que lanza las botellas. Javi descubre que es Pancho quien las tira y le intenta apartar de Bea. Al final, la playa es escenario de una bochornosa reyerta entre los dos chicos.

### 12.La última función
Emitido el 27 de diciembre de 1981. Los chicos se disfrazan para jugar a las representaciones en el refugio de Javi. Pancho tiene que hacer el reparto y, cuando se dirige hacia el refugio, pasa por delante de una casa abandonada y ve una figura asomada en una ventana. Asustado, corre a contárselo a los demás y juntos van a explorar la casa. Allí, Bea ve la figura del hombre en un espejo, se asusta y todos salen corriendo. Más tarde, los chicos acuden de nuevo con Chanquete y descubren a un hombre, hijo del antiguo dueño, que es un gran ilusionista venido a menos que desea invitar a todo el grupo a cenar y realizar su última función.

### 13.La cueva del Gato Verde
Emitido el 3 de enero de 1982. Los chicos se van solos de excursión a la Cueva del Gato Verde en unas montañas del entorno de pueblo. Pancho se queda atrapado en la cueva mientras hacía exploración. Quique y Desi van en busca de Chanquete y de la Guardia Civil para que lo rescaten. Como tardan en llegar, Javi se interna en la cueva atado a la cuerda de la cometa de Piraña y rescata a Pancho. Sin quererlo, los chicos descubren unas cuevas nuevas de gran valor geológico. Pancho logra un beso de Bea mientras ésta le cura sus heridas. Por su parte, Chanquete ayuda a Julia a vender unos cuadros y evitar de esta forma que ella se marche por falta de dinero.

### 14.El ídolo
Emitido el 10 de enero de 1982. Bruno (Gonzalo), un apuesto cantante, ídolo de las jóvenes, llega al pueblo para grabar un vídeo musical. Bea y Desi están locas con él y los chicos están celosos. Bruno es famoso, guapo y rico, pero no es feliz y, por las noches, se refugia en la playa, donde conoce a Chanquete y le confiesa la realidad de su vida.

### 15.El guateque de papá
Emitido el 17 de enero de 1982. Enrique, el padre de Quique, hace esfuerzos por acercarse a su hijo e integrarse en el grupo de los chicos para que lo consideren un amigo y así conocer mejor a su hijo, pero todos sus esfuerzos son inútiles. En vista de su fracaso, termina pidiendo consejo a Chanquete. Los demás padres están de acuerdo con la iniciativa de Enrique y deciden hacer lo mismo con sus hijos. Preparan un guateque y van todos juntos, pero los padres se divierten más en ese ambiente que los hijos.

### 16.No nos moverán
Emitido el 24 de enero de 1982. Promovisa es una constructora que quiere realizar un gran proyecto construyendo bloques de apartamentos, pero no pueden llevarlo a cabo porque en medio de la superficie construible se encuentra el huerto de Chanquete y su barco, La Dorada. Se reúnen con Chanquete para hacerle una importante oferta económica, pero Chanquete se niega a vender su terreno y abandonar su casa. Promovisa compra entonces a algunos hombres del pueblo para que estos amenacen a Chanquete con el fin de que acabe vendiendo, pero no consiguen nada. Más tarde, unas excavadoras llegan para demoler La Dorada, pero se encuentran con Julia y los chicos, que al grito de "No nos moverán", consiguen defender el barco.

### 17.La burbuja
Emitido el 31 de enero de 1982. Bea es arrastrada por la corriente al quedarse dormida en su colchoneta mientras el resto de la pandilla juega en el arenal de Cala Chica. La llaman a gritos, despierta, se arroja al agua y ve no puede llegar a la orilla. Un extraño personaje de largos cabellos y poblada barba, vestido solo con unos tejanos y un extraño tatuaje en la espalda, con el que ya se habían topado antes Chanquete (mientras cultivaba su huerto) y Julia y Desi (mientras leían poesía), aparece de repente, se lanza al mar y le salva la vida. Cuando Javi y Quique hablan con él, éste les cuenta que viene de otro planeta y que está esperando a que sus compañeros vuelvan en "La Burbuja" para recogerlo. Los del manicomio, que lo estaban buscando durante todo el día, aparecen en Cala Chica y lo atrapan. Todos creen que es un loco, pero lo cierto es que unas extrañas luces aparecen sobre el agua esa noche, de lo cual son testigos Chanquete y su amigo el farero.

### 18.Algo se muere en el alma
Emitido el 7 de febrero de 1982. Chanquete se hace un reconocimiento médico y le dicen que su corazón está delicado y que tiene que ingresar en el hospital para hacerse unos análisis, pero él se niega a hacerlo. Más tarde, Julia se entera por boca de "El Buzo" de la enfermedad de Chanquete y va a hablar con él convenciéndole para que se haga esos análisis. A los pocos días, Chanquete sale del hospital pareciendo estar recuperado, pero muere al día siguiente. Pancho acude raudo a avisar a la pandilla, que estaba jugando a la pelota en Cala Chica. Todo el pueblo está muy triste, llorando la muerte de Chanquete.

### 19.El final del verano
Emitido el 14 de febrero de 1982. La pandilla está triste por la muerte de su amigo Chanquete y por el final de las vacaciones. Deciden hacer algo especial por ser el último día juntos, pero no se les ocurre nada y se aburren. Julia les invita a su casa a merendar y, después, van a ver cómo se llevan La Dorada. En su lugar plantan un árbol. Al día siguiente, todos se despiden hasta el año próximo. Julia es la última en marcharse del pueblo, dejándole a Pancho un regalo muy especial.

### 20.La excursión(inédito)
Habría sido el episodio número 16 de la serie, según figura en el Parque Verano Azul de Nerja. Se grabaron varias secuencias, pero por circunstancias técnicas –entre ellas, las malas condiciones meteorológicas del momento– se produjeron bastantes retrasos en el rodaje y TVE decidió cancelarlo. El actor Jorge Sanz, entre otros, participó en este proyecto inacabado.
Cuando la serie se editó en formato doméstico, el orden de los capítulos fue alterado, a excepción de los dos primeros, los dos últimos y el capítulo 11, siendo el orden el siguiente:
- Capítulo 1: El encuentro
- Capítulo 2: No matéis mi planeta por favor
- Capítulo 3: Pancho Panza
- Capítulo 4: Eva
- Capítulo 5: A lo mejor
- Capítulo 6: La sonrisa del arcoíris
- Capítulo 7: Beatriz Mon Amour
- Capítulo 8: El visitante
- Capítulo 9: La burbuja
- Capítulo 10: La cueva del gato verde
- Capítulo 11: Las botellas
- Capítulo 12: La bofetada
- Capítulo 13: La navaja
- Capítulo 14: La última función
- Capítulo 15: El ídolo
- Capítulo 16: El guateque de papá
- Capítulo 17: No nos moverán
- Capítulo 18: Algo se muere en el alma
- Capítulo 19: El final del verano

## Presupuesto
La realización de cada capítulo supuso un coste medio de 9 millones de pesetas (unos 47 millones de pesetas -282.475 euros-) de 2018).

## Premios y candidaturas
Premios TP de Oro 1981
| Categoría            | Persona              | Resultado |
| -------------------- | -------------------- | --------- |
| Mejor serie nacional | Mejor serie nacional | Ganadora  |
| Mejor actor          | Antonio Ferrandis    | Ganador   |

Fotogramas de Plata 1981
| Categoría                      | Persona           | Resultado |
| ------------------------------ | ----------------- | --------- |
| Mejor intérprete de televisión | Antonio Ferrandis | Candidato |

- Festival de Televisión de Praga (1981).[5]

## Repercusión
La serie tuvo un gran éxito el año de su emisión original y desde entonces ha sido vista por más de 20 millones de televidentes debido a las sucesivas reposiciones. Sus situaciones y personajes forman parte de la memoria colectiva de los primeros años ochenta. La serie fue emitida también en toda Latinoamérica, en Portugal y en Angola, y en algunos países no latinos como Argelia, Yugoslavia, Checoslovaquia, Polonia, Bulgaria y Francia (bajo el título "Le Bel Eté"). Para los búlgaros nacidos en los 70 y los 80, Verano azul introdujo varios temas serios de la adolescencia muy inusuales en la televisión del país balcánico, como el estilo de vida hippie.
En la propia España la serie rompió con esquemas heredados de la televisión franquista, tratando abiertamente cuestiones entonces delicadas o novedosas como el divorcio, las libertades, el derecho de protesta, la especulación inmobiliaria, el medio ambiente o los conflictos generacionales, entre otras. Fue criticada por su naturalismo, en especial por el empleo de palabrotas por parte de los personajes, que reflejan el modo de expresión coloquial del momento.
Fue tanta la repercusión de la serie en la España de aquellos años que la muerte de Chanquete fue portada de los periódicos nacionales, como si de un personaje real se tratase. Curiosamente, no era Chanquete la persona que inicialmente iba a morir en la serie. Unos años después, Miguel Joven (Tito) comentó que al parecer la idea inicial era que muriera un personaje de la pandilla (se hablaba del propio Tito ahogándose o de su hermana Bea -de hecho se dice que la escena en la casi se ahoga cuando la colchoneta es arrastrada por la marea era la idea inicial-) o uno de los padres de los protagonistas.

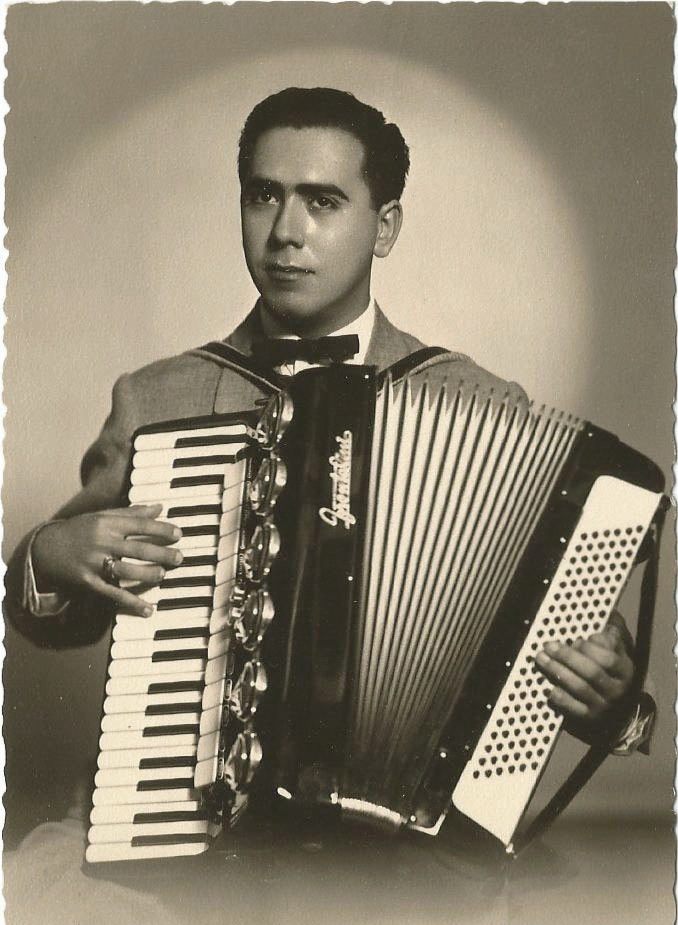
José Molina Molero, acordeonista y compositor musical

### El acordeón de Chanquete
Las piezas que tocaba con su acordeón el personaje de Chanquete eran interpretadas, en realidad, por el músico y acordeonista granadino José Molina Molero (16 de abril de 1927-10 de enero de 2009).

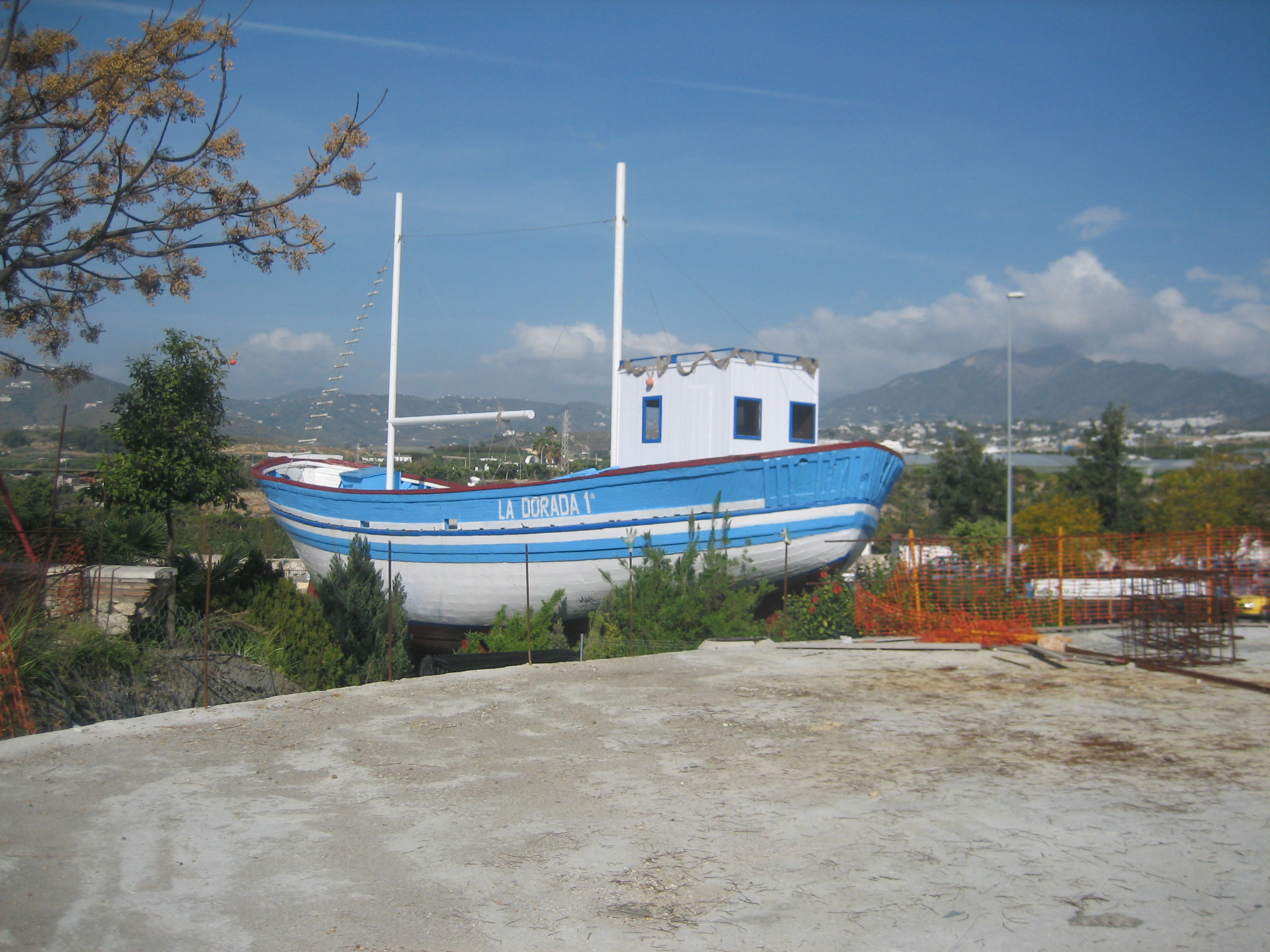
Reproducción de La Dorada que se conserva en Nerja.

### Productos relacionados
Aprovechando el éxito de sus personajes, los actores José Luis Fernández y Juan José Artero formaron el dúo musical Pancho y Javi, de efímera duración. Del mismo modo, los actores más jóvenes, Miguel Ángel Valero y Miguel Joven, formaron el dúo Los pirañas, también de corta trayectoria artística. Por su parte, el actor Antonio Ferrandis grabó un LP titulado Qué bonito es navegar... con Chanquete. 30 años después de la serie, Miguel Joven y Rafael Villen, autor del libro "Antes, durante y después de Verano azul", crean la marca comercial lapandilladeveranoazul y distribuyen recuerdos y curiosidades relacionados con la serie desde el sitio web lapandilladeveranoazul.com. A finales del año 2012 el guionista y director Óscar Parra de Carrizosa en colaboración con Miguel Joven escriben y publican un libro sobre el rodaje de la serie titulado "Tras las cámaras de Verano Azul". Desde hace años existen páginas web con profusa información de la serie creadas en algunos casos por aficionados de ésta o profesionales de la comunicación en las que constan apuntes o declaraciones de algunos de los protagonistas y o del equipo técnico, siendo las más conocidas www.veranoazul.org y www.regresoaveranoazul.com, donde se encuentran las localizaciones y escenarios de cada capítulo de la serie al detalle incluso con reportajes videográficos.

### Recuerdos en Nerja
La localidad de Nerja, donde se rodó parte de Verano azul, ha rendido varios homenajes a la serie. Así, desde el año 2001 existe la calle Antonio Ferrandis "Chanquete", el Paseo Marítimo Antonio Mercero o el Parque Verano Azul. En este último se encuentra una réplica del barco La Dorada. Recientemente, han puesto una imagen a tamaño real de los personajes más destacados.
Igualmente algunos negocios han adoptado el nombre de la famosa serie, como unos Apartamentos turísticos situados en la Avenida de Pescia, un restaurante en el centro de Nerja y una agencia de viajes.

## Reposiciones
Se trata de una de las series que en más ocasiones se ha emitido en la historia de la televisión en España. Fue repuesta menos de un año después de su estreno, reemitiéndose el primer episodio a finales de julio de 1982. Con posterioridad se ha programado en las pantallas de TVE en 1987, en 1994 (dos veces), en 1995 (dos veces), en 2001 y 2005 (ambas en Canal Nostalgia) y en 2006 (en TVE-50). En 2012 se programó en 13tv. En julio de 2014, La 2 de Televisión Española vuelve a programar la serie, esta vez remasterizada. En agosto de 2019 y agosto de 2021 La 2 volvió a reponer la serie en diferentes horarios, esta última vez en torno a las 20:00 horas. En julio de 2024 se está emitiendo en el horario de sobremesa (15:00 horas) en La 2.

## Audiencias
Cuando la serie se emitió en los años 1980 no existían sistemas de medición de audiencia como los que llegaron con la autorización de las emisiones privadas, no obstante, según cifras aportadas por TVE, en 1995 el 91,3% de los españoles había visto al menos un capítulo, convertidos en 78% en 2011. Cuando se emitió en los años 1990 alcanzó un 30% de cuota de pantalla.